# 과천고등학교 축구부
과천고등학교 축구부는 경기도 과천시에 위치한 과천고등학교의 축구부이다. 과천고등학교가 운영하는 축구부로 2002년에 창단 되었다.

## 역사
1학년 신입생들의 선수 등록 단체 거부로 2025년 및 2026년 경기 출전 금지 징계 확정 되었으며, 남아있던 2학년 선수들 전학 후 2025년 해단 되었음.

## 참고 문헌
- “KFA 통합경기정보 시스템”. 대한축구협회.

## 같이 보기
- 과천고등학교